# Fahrzeugfabrik Harold Runge

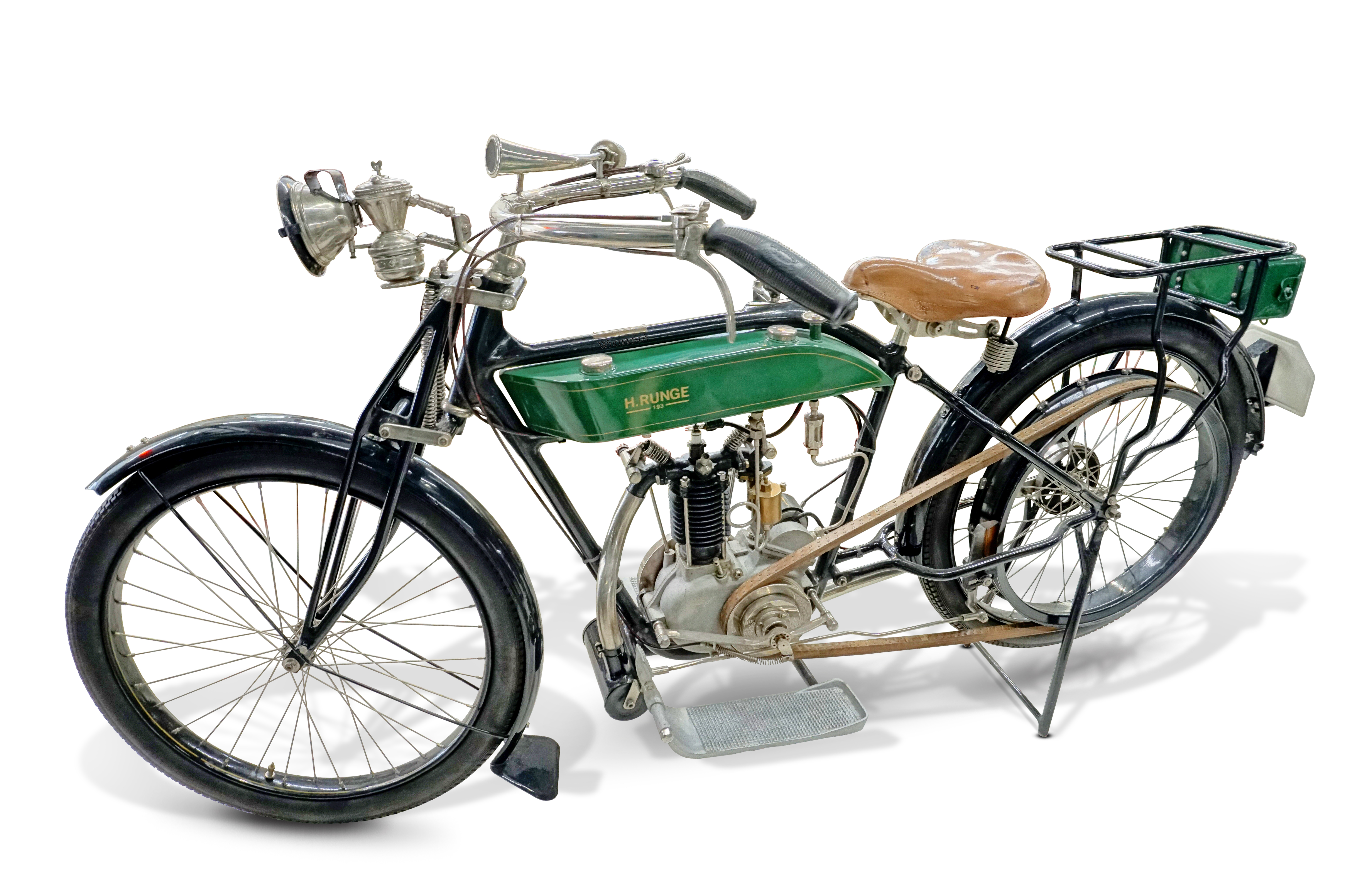
Runge von 1924

Fahrzeugfabrik Harold Runge war ein deutscher Hersteller von Motorrädern.

## Unternehmensgeschichte
Das Unternehmen hatte seinen Sitz in Hannover. 1923 begann die Produktion von Motorrädern mit dem Markennamen Runge. 1926 endete die Produktion. Der Absatz blieb gering.

## Motorräder
Soweit bekannt, gab es nur ein selbst entwickeltes Modell. Es hatte einen Einzylindermotor mit SV-Ventilsteuerung und 197 cm³ Hubraum. Die Motorräder werden als gut gebaut beschrieben. Ein erhaltenes Fahrzeug vom Typ H.R. 193 von 1924 ist im Verkehrsmuseum Dresden ausgestellt. Für den Motor ist eine Leistung von 2,5 PS (1,8 kW) angegeben.
Weiters baute die Fahrzeugfabrik Harold Runge eine begrenzte Anzahl von Motorrädern mit 125-cm³- und 148-cm³-Zweitaktmotoren. Diese Einbaumotoren kamen von DKW sowie OHV-Motoren von der Motoren- und Motorradfabrik August Paqué aus Augsburg. Die selbst entwickelten und gebauten 197-cm³-Seitenventilmotoren, wurden auch an andere Hersteller, darunter Freco, geliefert.